# Merel Maes
Merel Maes (22 gennaio 2005) è un'altista belga, ha vinto la medaglia di bronzo ai Campionati europei under 18 nel salto in alto.

## Record nazionali
Juniores (under 20)
- Salto in alto indoor: 1,91 m ( Ottignies-Louvain-la-Neuve, 20 febbraio 2021)

## Progressione

### Salto in alto
| Stagione | Misura | Luogo     | Data      | Rank. Mond. |
| -------- | ------ | --------- | --------- | ----------- |
| 2023     | 1,92 m | Gand      | 18-5-2023 |             |
| 2022     | 1,88 m | Cali      | 6-8-2022  |             |
| 2021     | 1,88 m | Bruxelles | 27-6-2021 |             |
| 2020     | 1,84 m | Bruxelles | 16-8-2020 |             |
| 2019     | 1,75 m | Beveren   | 22-7-2019 |             |

### Salto in alto indoor
| Stagione | Misura | Luogo            | Data      | Rank. Mond. |
| -------- | ------ | ---------------- | --------- | ----------- |
| 2022/23  | 1,88 m | Gand             | 19-2-2023 |             |
| 2020/21  | 1,91 m | Louvain-la-Neuve | 20-2-2021 |             |
| 2019/20  | 1,81 m | Bruxelles        | 26-1-2020 |             |
| 2018/19  | 1,72 m | Bruxelles        | 3-3-2019  |             |

## Palmarès
| Anno | Manifestazione    | Sede        | Evento        | Risultato      | Prestazione | Note                                     |
| ---- | ----------------- | ----------- | ------------- | -------------- | ----------- | ---------------------------------------- |
| 2021 | Europei indoor    | Toruń       | Salto in alto | 15ª (q)        | 1,87 m      |                                          |
| 2021 | Europei U20       | Tallinn     | Salto in alto | Qualificazione | nm          |                                          |
| 2021 | Mondiali U20      | Nairobi     | 200 m piani   | 5ª             | 1,84 m      | [ 2 ]                                    |
| 2022 | Europei under 18  | Gerusalemme | Salto in alto | Bronzo         | 1,86 m      | Miglior prestazione personale stagionale |
| 2022 | Mondiali under 20 | Cali        | Salto in alto | 5ª             | 1,88 m      | =                                        |
| 2023 | Mondiali          | Budapest    | Salto in alto | 17ª (q)        | 1,89 m      |                                          |
| 2024 | Europei           | Roma        | Salto in alto | 19ª (q)        | 1,85 m      |                                          |
| 2024 | Mondiali U20      | Lima        | Salto in alto | 7ª             | 1,84 m      |                                          |

## Campionati nazionali
- 2 volte campionessa nazionale belga del salto in alto indoor (2020, 2023)
- 1 volta campionessa nazionale belga del salto in alto indoor (2021)

2020
- Argento ai campionati belgi indoor (Gand), salto in alto - 1,79 m
- Oro ai campionati belgi (Bruxelles), salto in alto - 1,84 m

2021
- Oro ai campionati belgi indoor (Ottignies-Louvain-la-Neuve), salto in alto - 1,91 m
- Argento ai campionati belgi (Bruxelles), salto in alto - 1,88 m

2022
- Bronzo ai campionati belgi (Gand), salto in alto - 1,82 m

2023
- Oro ai campionati belgi indoor (Gand), salto in alto - 1,88 m

## Altre competizioni internazionali
2023
- Argento ai Campionati europei a squadre - Prima divisione, ( Chorzów), salto in alto - 1,92 m =